# Peterhead
Peterhead (en gaélique : Ceann Phàdraig ; en scots : Peterheid) est une ville d'Écosse et la plus peuplée de l'Aberdeenshire. Au recensement de 2011, la population de la ville s'élevait à 18 537 habitants. Elle est le principal port de pêche du Royaume-Uni en 2011.

## Histoire
Peterhead est une ville avec de nombreux lieux de pêche. C'est la ville la plus à l'est de l'Écosse. Elle fut fondée en 1593 et s'est développée grâce à son port. Vers le début du XIXe siècle, ce fut le premier centre de pêche à la baleine. Bien que la pêche ait été d'une très grande importance, celle-ci a décliné. Cependant, elle reste un endroit de pêche important.

## Patrimoine

### Patrimoine contemporain
Depuis mars 2014, Peterhead accueille la prison du Grampian et fait suite à l'ancienne prison de la ville, démolie pour cause de vétusté.

## Sport
Le club de football local est le Peterhead Football Club qui joue en Scottish League One, ce qui constitue le troisième niveau du Championnat d'Écosse de football. Il est membre de la Scottish Football League depuis 2000 et son stade est le Balmoor Stadium, situé sur la Queen Street à Peterhead.

## Personnalités nées dans la ville
- Billy Aitken, (né en 1973), footballeur.
- Eric Temple Bell (1883 – 1960), mathématicien et auteur de science-fiction.
- Peter Buchan (1790 – 1840), éditeur.
- Charles Creighton (1847 – 1927), médecin et auteur.
- William Gibson (1849 – 1914), politicien canadien.
- Alexander Hall (1880 – 1943), footballeur canadien.
- William Hay (en) (1818 – 1888), architecte.
- Marino Keith (né en 1974), footballeur.
- Estelle Maskame (née en 1997), femme de lettres.
- Peter Mullan (né en 1959), acteur, réalisateur et scénariste.

## Personnalités mortes dans la ville
- David Gray (1829-1896), navigateur britannique.

## Jumelage
- Ålesund (Norvège)